# Sladojevci
Sladojevci is een plaats in de gemeente Slatina in de Kroatische provincie Virovitica-Podravina. De plaats telt 831 inwoners (2001).